# ملاط (لنگرود)
روستایی گردشگری است واقع در دهستان دریاسر شهرستان لنگرود‌ در استان گیلان. بر اساس اطلاعات موجود در مرکز آمار ایران، جمعیت ملاط در سال 2006 بالغ بر ۱٬۰۳۴  تن بوده است.
ملاط از روستاهای مشرف به لیلاکوه است. از جمله محصولات اصلی این روستا چای سبز و سیاه، انواع مرکبات، کیوی، نان محلی و آب چشمه است. این روستا به دلیل موقعیّت خاص خود، یکی از مقاصد گردشگری در استان گیلان به شمار می آید. مقبرۀ  دوازده امامزادگان ملاط نیز یکی دیگر از اماکن مهم این روستا است که مدفنِ دوازده تن از سادات کیایی است. علاوه بر آن این روستا بازارچه سنتی دارد که مقصد هزاران گردشگر است.

## تاریخچه
نام این روستا در منابع تاریخی به کرّات ذکر شده است.در تاریخ گیلان و دیلمستان از ظهیرالدین مرعشی به اتفاقات و نبردهایی که در «کوتمک ملاط» واقع شده اشاره شده است. در این کتاب به «مدرسه»، «خانقاه»، «مسجد جامع»، «گوراب»، «باغهای میوه» و «برکۀ عظیمِ» ملاط اشاره شده است. امیر کیا ملاطی، اولین امیر از امرای کیایی و بنیانگذار سلسلۀ کیاییان، و پسرش، سیّدعلی کیا ملاطی، منسوب به این روستا هستند. سیدرضی کیا، پسر سیدعلی کیا، در عمارت ملاط  کوشش بسیار کرده است. عین نوشتۀ مرعشی در اینجا نقل می شود: «عمارات ملاط را به اهتمام تمام بنياد نهادند و قصرى در غايت لطافت و مسجد جامع در غايت نزاهت تمام ساختند و خانه ‏هاى چند جهت مترّددان و ابناى سبيل مجموع را از سنگ و گل تمام كردند و طويله‏ هاى اسبان و استران به اتمام فرمودند رسانيد و غماى مجموع را باز به سفالوى سرخ بپوشانيدند. و گرداگرد مشهد مبارک ديوارى از سنگ در غايت محكمى احداث فرمودند و غماى آن را به سفالو از آب باران محفوظ ساختند. و درون مشهد را درختهاى نارنج و ترنج و ليمو و آبى و آلو بنشاندند و آن موضع را رشکِ جنّت نعيم و خُلد برين گردانيدند. و حُفّاظ را وظايف تعيين نموده تا شب و روز به تلاوت قرآن مجيد مشغول باشند و اكنون نيز هستند. و خانقاهى بساختند و امر كردند كه صبح و شام را به فقرا و مساكين و أبناء السَّبيل آش بدهند و بر در مسجد حفر چاه آب فرمودند و گورابى به غايت خوب‏ بفرمودند ساختن. و مدرسه‏ اى طرف غربى آن گوراب و مسجد تمام كردند و مرتبه ‏اى ديگر شيب از آن گوراب گورابى ديگر بساختند و چاه آبى بر سر راه فرمودند كندن تا در تابستان كه آب رودخانه گرم می ‏شود ابناى سبيل و متوطّنان آن مقام، از آن آب بنوشند و بر سر آن گوراب دكانهاى چند فرمودند ساخت و مردم صنعت‏كار از هر نوع آنجا بنشاندند و باغ وسيعى‏ بنياد كردند و از هرنوع ميوه‏ هاى خوب و انگورهاى لطيف بفرمودند نشاندن». 
احداث «دریاچۀ بزرگ ملاط» که به گیلکی «پیله سل» (استخر بزرگ) خوانده می شود، از جمله اقدامات سیدرضی کیا برای مزارع و ساکنان ملاط بوده است:
«و جهت آبخور و برنجار و مزارع سُكّان آن مقام (= ملاط) بركه‏ اى عظيم بساختند چنانكه مزرعۀ آن قريه و ساير قُرا كه در حوالى آن قريه ‏اند، از آن متمتّع و برخوردار گشتند.»

## اعتقادات
در این روستا سنگی وجود داشته که مردم معتقد بودند، هر کس آبی روی این سنگ بریزد و آن آب را بنوشد دیگر در آن سال مریض نخواهد شد.
متاسفانه این سنگ ده ها سال پیش از بقعه دوازده تن سرقت شد، اما چند سال بعد دوباره به آن جا برگشت. علی رغم تمام مواظبت ها این سنگ دوباره دزدیده شد و تاکنون خبری از آن نیست.

## نگارخانه

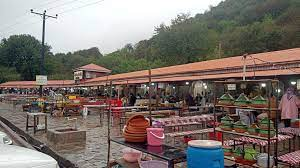
بازارچه سنتی روستای ملاط

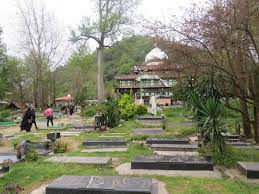
بقعه دوازده امام زادگان

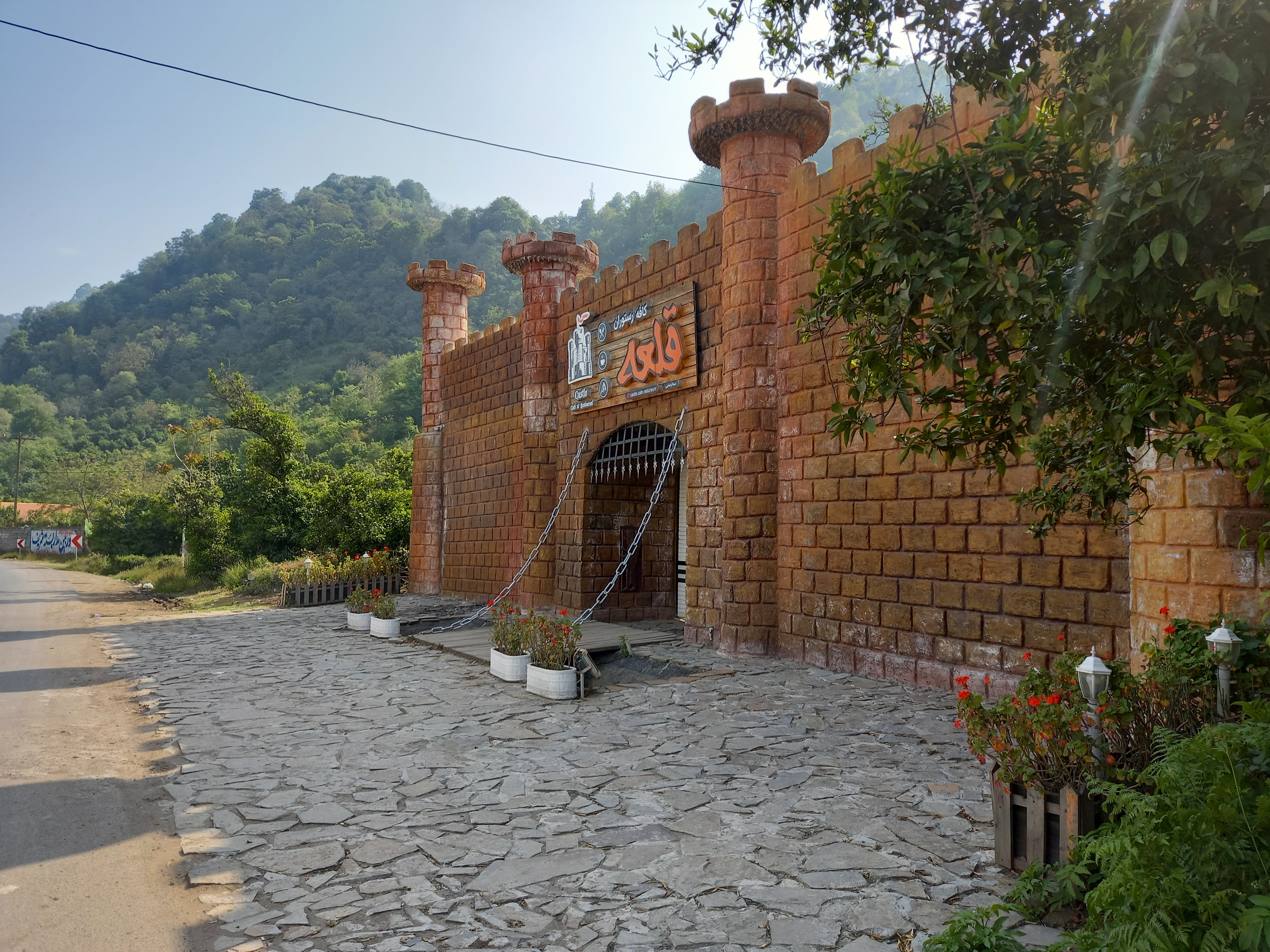
کافه رستوران قلعه